# Musical Award за лучший мюзикл большой формы
Список победителей и работ, номинированных на Musical Award в категории «Лучший мюзикл большой формы» (нидерл. Beste grote musical). Впервые присуждена на тринадцатой церемонии в 2013 году. До этого времени судьбу лучшего мюзикла решали только зрители в другой категории.

## Награды и номинации

### 2010-е
- 2013: «Он верит в меня»
  - «Действуй, сестра!» — музыка: Алан Менкен; слова: Гленн Слейтер; либретто: Билл и Шери Стейнкеллнеры и Дуглас Картер Бин.
  - «Шрек» — музыка: Жеанин Тесори; слова и либретто: Дэвид Линдси-Эбер.

- 2014: награда не присуждалась, так как церемония 2014 года не проводилась.

- 2015: «Билли Эллиот» — музыка: Элтон Джон; слова и либретто: Ли Холл.
  - «Мама, я хочу в ревю» — музыка: Франс Халсэма, Вим Шонневеллд, Жуль де Корте.

- 2016: «Телохранитель» — музыка и слова: авторы песен Уитни Хьюстон; либретто: Александр Динеларис.
  - «Близнецы»
  - «Больной нос Бержерака»